# High Power Laser Energy Research
 (16 mars 2018).
HIPER (en anglais : « High Power Laser Energy Research », en français : « Projet Laser haute puissance », est un projet de réacteur thermo-nucléaire international, expérimental et différent du projet ITER.
C'est un projet monté sous l'égide de la Commission européenne, qui aurait obtenu sous la présidence française de l'Europe l'accord de représentants de 23 pays fin 2008 à Londres. 
Il vise à construire et tester un prototype de réacteur nucléaire à fusion qui, comme ITER, vise à tester la « faisabilité scientifique et technique » de la fusion nucléaire comme nouvelle source d’énergie (chaleur et/ou électricité), mais diffère de celui-ci en mettant en œuvre une réaction initiée par laser (« fusion laser ») .
Selon les auteurs du projet, il a aussi pour objectif d'offrir aux chercheurs la possibilité de tester des matériaux, des réactions physiques et de nouveaux types de turbulences en conditions extrêmes (conditions qui ne pourraient être réunies sur terre, hormis au moment et au lieu d'initiation de l'explosion d'une bombe atomique). 

En particulier, les physiciens pourront et devront y étudier et maîtriser les interactions laser-plasma physique, les productions et interactions de particules relativistes, la physique du vide quantique, avec des phénomènes jamais observés qui pourraient se produire, tels que l'effet Unruh ou encore l'émission de paires d'électrons-positrons, phénomène connu sous le nom d'effet Schwinger (du nom du physicien américain Julian Seymour Schwinger… et la « matière chaude dense » pour laquelle il n'existe pas de théorie éprouvée ; HiPER devrait permettre d'observer et tester le comportement de la matière exposée à des dizaines de millions de degrés de température, des pressions de milliards d'atmosphères, et des champs magnétiques un milliard de fois plus importants que ceux existant naturellement sur Terre ; conditions évoquant les débuts de l'univers ou certains phénomènes se produisant dans les supernovae.
Le budget initial de recherche proposé par les promoteurs de ce projet est de 600 millions €. Le projet utilisera cependant certaines infrastructures et laboratoires déjà financés par ailleurs.

## Le projet

### Principe scientifiques et techniques, et caractéristiques annoncées

Principe de la fusion nucléaire

Fusion par confinement inertiel et activation laser ;
1 : compression par laser d'une capsule,
2 : Préparation,
3 : Activation (laser haute puissance),
4 : Fusion et production d'énergie

L'enjeu est de récupérer, grâce à deux technologies d'origine militaire (laser haute-puissance et confinement inertiel) l'énergie de réaction de fusion thermonucléaire, sans utiliser, comme dans le projet ITER, un champ magnétique intense visant à confiner un plasma composé de noyaux de deutérium et de tritium.
Les données sur les méthodes et moyens de confinement inertiel ont été récemment partiellement déclassifiées (Elles étaient auparavant protégées car utilisées pour la fabrication ou le test d'armes nucléaires). Le principe est conceptuellement semblable à celui du moteur à explosion, avec une phase de compression du carburant et une phase d'allumage, mais sans le rôle du piston et avec des énergies bien plus importantes.
Les acteurs du projet HIPER devront mettre au point et tester un système de lasers en séries, capables de viser et atteindre l'enveloppe de capsules de deutérium et de tritium injectées dans le cœur du réacteur au rythme d'environ 600 par minute. Selon eux, un processus de production d'énergie par fusion inertielle a déjà été démontré sur Terre dans un spin-out d'un programme de défense aux États-Unis. Un programme de démonstration utilisant un laser ultra-puissant est maintenant prévu dans la période de 2010 à 2012 (sur le National Ignition Facility aux États-Unis).
Principe : L'enveloppe de ces capsules devrait imploser sous l'effet des lasers en comprimant fortement et brutalement leur contenu, lequel ensuite irradié par une impulsion laser à haute puissance (température d'environ 100 millions de degrés Celsius, comme dans le soleil ou une explosion nucléaire, durant un centième de milliardième de seconde devrait amorcer une réaction de fusion thermonucléaire libérant des neutrons à haute énergie (selon les travaux publiés en 2001 par des chercheurs japonais). Reste à maîtriser et convertir l'énergie de ces neutrons en électricité, probablement via le principe classique de chauffage d'eau pour produire de la vapeur d'eau sous pression alimentant une turbine et des alternateurs.

### Phase d'étude, de conception et de coordination
- Une phase de 3 ans est prévue pour produire les technologies permettant à des lasers de viser et atteindre une dizaine de capsules par seconde injectées dans la chambre de fusion.
- Si une solution est trouvée, une phase plus détaillée du projet pourrait ensuite être initiée.

### Choix du site de construction du prototype
Avant la construction d'un réacteur, il sera nécessaire de tester les systèmes laser, ce qui devrait se faire en France, en Aquitaine, avec le laser Mégajoule à haute-énergie « PETAL » (pour « PETawatt Aquitaine Laser »).
Ce laser multi-pétawatt peut générer des impulsions de 3,5 kJ d'une durée de 0,5 à 5 picosecondes. Il sera pour cela couplé à un laser de haute puissance LIL.
Si ce démonstrateur de la technologie laser fait ses preuves, un prototype de réacteur pourrait ensuite être construit.
La puissance des lasers qui doivent déclencher la fusion des capsules injectées dans le réacteur ne s'exprime que par impulsion ultra-brèves (quelques millions de millionièmes de seconde), mais nécessite d'importantes précautions ; en effet, chaque impulsion demande une puissance instantanée comparable à environ dix mille fois la puissance totale distribuée par le réseau électrique national du Royaume-Uni[réf. nécessaire].

### Phase de construction et d'exploitation
Les promoteurs du projet reconnaissent que les espoirs de solutions énergétiques alternatives suscités depuis 40 ans par la fusion, ont été plusieurs fois repoussés vers le futur. Ils n'annoncent d'ailleurs pas de réacteur commercialement exploitable à court ou moyen terme.

## Historique et organisation du projet
- Une première « feuille de route européenne » a été rédigée pour le projet en octobre 2006.
- Le Royaume-Uni a pris la tête du projet en janvier 2007.
- un consortium de 25 institutions de 11 pays a été constitué : 6 pays (République tchèque, France, Grèce, Italie, Espagne, Royaume-Uni), une région française et un gouvernement régional (Aquitaine et Madrid) et plusieurs institutions internationales et industries, appuyés sur des synergies avec des programmes aux États-Unis, au Japon, en République de Corée, Russie, Chine et Canada. Ce consortium a rédigé une proposition de « phase préparatoire du projet », d'une durée de trois ans, et l'a présentée le 2 mai 2007 à la Commission européenne, qui y a répondu positivement en juillet 2007.

Le début du projet est coordonné par Mike Dunne au Royaume-Uni.
- la phase préparatoire a été lancée en avril 2008 et doit durer jusqu'en 2011. Elle coïncidera avec un programme étudiant également l'allumage laser d'une réaction de fusion à vocation énergétique (sur le laser NIF aux États-Unis), qui sera, s'il réussit, une preuve tangible de préfaisabilité.
- Un réacteur expérimental HiPER pourrait être construit vers 2015 et exploité au début des années 2020. Le Royaume-Uni s'est proposé pour l'accueillir.

### Neutrons rapides
Le Prix Nobel de physique japonais Masatoshi Koshiba a exprimé des réserves à propos des problèmes techniques posés par les neutrons rapides : « dans ITER, la réaction de fusion produit des neutrons de grande énergie, de 14 MeV (mégaélectronvolts) ... Si les scientifiques ont déjà fait l'expérience de la manipulation de neutrons de faible énergie, ces neutrons de 14 MeV sont tout à fait nouveaux et personne à l'heure actuelle ne sait comment les manipuler ... S'ils doivent remplacer les absorbeurs tous les six mois, cela entraînera un arrêt des opérations qui se traduira par un surcoût de l'énergie produite » .

## Critiques, coûts-avantages
Les physiciens Sébastien Balibar, Yves Pomeau et Jacques Treiner estiment qu'une production industrielle d'énergie à partir de la fusion implique la résolution préalable de trois problèmes :
- maîtrise des réactions de fusion (surtout si on la veut auto-entretenue) ;
- production massive de tritium ;
- invention d'un matériau résistant aux flux de neutrons (produits par la fusion) pour les enceintes de confinement[5],[6].

### Impact sur l'environnement
La fusion nucléaire pose des problèmes proches de ceux de la fission nucléaire, dont la production de déchets radioactifs (il faut toutefois prendre en compte le fait que les quantités et la dangerosité des déchets produits sont beaucoup moins grandes qu'avec un réacteur traditionnel basé sur la fission) et les risques d'accidents nucléaires et de prolifération.
Des physiciens espèrent que les risques associés à la fusion seront moindres que ceux associés à la fission :
- moindre activité et durée de vie des déchets nucléaires (quelques dizaines d'années)[8] ;
- moindres risques d'accidents.